# Proza fantastică românească
Aceasta este o listă de lucrări literare românești din literatura fantastică.
Gheorghe Glodeanu afirmă în Avatarurile prozei lui Eminescu (2000): „Cronologic, primul autor de proză fantastică românească de certă valoare este Mihai Eminescu, considerat și creatorul genului la noi în țară.”

## Titluri
- Istoria hieroglifică (1703 - 1705) de Dimitrie Cantemir

Istoria ieroglifică este o scriere alegorică a lui Dimitrie Cantemir, în care cărturarul moldovean înfățișează conflictul dintre el și fratele său Antioh Cantemir, pe de o parte, și domnul Țării Românești Constantin Brâncoveanu – susținut de boieri, protectori de pe lângă Înalta Poartă – și domnul Moldovei Mihai Racoviță, pe de alta. Literatura alegorică se află la frontiera cu cea fantastică 
- Cezara (1876) de Mihai Eminescu, nuvelă
- Sărmanul Dionis (1879) de Mihai Eminescu

Dionis sau Dan, prin folosirea unei cărți magice, călătorește prin timp și spațiu, într-o perturbare a ordinii firești a realității.
- Avatarii faraonului Tlá de Mihai Eminescu
- Zâna Zorilor de Ioan Slavici
- Neghiniță de Barbu Ștefănescu Delavrancea
- La hanul lui Mânjoală (1898) de I.L. Caragiale

Hangița-vrăjitoare îl devorează din priviri pe flăcăul lipsit de experiență sentimentală, căruia îi releva puterea tiranică a erosului carnal. Mânjoloaia e înconjurată de o mică suită infernală.
- Kir Ianulea (1909) de I.L Caragiale

Textul este înrudit cu basmul, autorul împrumută motivul femeii mai rele decât dracu de la Machiavelli.
- Moara lui Călifar (1903) de Gala Galaction

Moara este prezentată ca fiind sub semnul maleficului, ca un loc demonizat. Nicio persoană în viață nu a văzut vreodată moara funcționând, astfel încât oamenii credeau că este folosită pentru nevoile Satanei.
- Balaurul (1928) povestire de Mihail Sadoveanu.

Singura povestire fantastică din Hanu Ancuței prin metamorfoza eroinei și asemănarea balaurului cu un vânt mai puternic.
- Creanga de aur (1933) roman de Mihail Sadoveanu

Kesarion Breb a stat șapte ani prin temple egiptene și a dobândit puteri neobișnuite. 
- Lostrița (1970, postum) de Vasile Voiculescu

Legenda despre tânărul Aliman și lostrița fermecată, pe care pescarii de pe malul Bistriței o povestesc de generații. Lostrița este o „nagodă" rânduită pe Bistrița de Necuratul; ea este „peștele naibei", care „crește de trei ori pe atât" pentru a înșela pe cineva; se întrupează ca urmare a magiei Diavolului.
- Iubire magică de Vasile Voiculescu
- Șarpele Aliodor (1947) de Vasile Voiculescu
- În mijlocul lupilor (1966) de Vasile Voiculescu

În mijlocul lupilor descriere un caz posibil de licantropie. Luparul este privit cu ostilitate de către săteni care cred că acesta ar fi un om-lup.
- Schimnicul de Vasile Voiculescu

Schimnicul este o povestire clasică despre un vârcolac. 
- Ultimul berevoi de Vasile Voiculescu
- Aranca, știma lacurilor (1928) de Cezar Petrescu, nuvelă
- Baletul mecanic de Cezar Petrescu
- Omul care și-a găsit umbra (1926) de Cezar Petrescu

Nuvela prezintă evoluția unei obsesii trăite de omul politic Ion Burdea-Niculești, șeful principalului partid de opoziție, după ce propria umbră încearcă să-l ucidă într-un coșmar, declanșându-i un proces de rememorare a trecutului și făcându-l să înțeleagă că a dus o existență lipsită de scrupule.
- Omul din vis de Cezar Petrescu
- La țigănci (1959)  de Mircea Eliade
- Domnișoara Christina (1936) de Mircea Eliade, nuvelă

Spirite, strigoi, lumea de dincolo.
- Nouăsprezece trandafiri de Mircea Eliade
- Noaptea de Sânziene (1955) roman de Mircea Eliade

În această noapte (de Sânziene) se deschid cerurile, dar numai pentru cei care știu cum să privească.
- Uniforme de general de Mircea Eliade
- Tinerețe fără tinerețe de Mircea Eliade, nuvelă
- Secretul doctorului Honigberger și Nopți la Serampore (1940) de Mircea Eliade

Ambele nuvele relatează o serie de practici oculte indiene.
- Vânătoarea Regală de D.R. Popescu
- Dincolo de nisipuri (1962) de Fănuș Neagu[4]
- Cartea milionarului de Ștefan Bănulescu, serie de romane

Cartea Milionarului este o serie de romane de Ștefan Bănulescu, proiectată în patru părți. Prima parte, romanul Cartea de la Metopolis a apărut în 1977 la Editura Eminescu și este singurul roman terminat al seriei. 
- Iarna bărbaților (1965) de Ștefan Bănulescu,  volum de nuvele

Conține nuvele ca Mistreții erau blînzi, Dropia, Satul de lut, Vară și viscol, Masa cu oglinzi. Nuvela Dropia se bazează pe ambiguitatea pasăre, femeie, ideal.
- Lumea în două zile de George Bălăiță
- Luntrea sublimă de Victor Kernbach
- Orbitor de Mircea Cărtărescu
- Marginea imperiului de Tudor Dumitru Savu
- Trenul de noapte de Ioan Groșan
- Fantoma din moară de Doina Ruști
- Zogru de Doina Ruști
- Mâța Vinerii de Doina Ruști
- Teodosie cel Mic de Răzvan Rădulescu
- ...Și la sfârșit a mai rămas coșmarul de Oliviu Crâznic, roman cu strigoi bazat, după spusele autorului, pe cronici medievale
- Ceasul fantasmelor de Oliviu Crâznic, antologie de povestiri fantastice bazate pe diverse legende și mituri
- Pâlnia și Stamate de Urmuz, proză absurdă
- Diavolul vânează inima ta de Daniel Bănulescu
- Apocalipsis de Adrian G. Romila

## Teme

### Umbra
În lucrări ca: Sărmanul Dionis, Aranca, știma apelor, Omul care și-a găsit umbra, Domnișoara Christina, Noaptea de Sânziene.

### Strigoiul
În Domnișoara Christina, Aranca, știma lacurilor, ...Și la sfârșit a mai rămas coșmarul, Ceasul fantasmelor.

## Inspirație
Proza fantastică românească este bazată pe idei, teme și motive din folclorul românesc, gândirea mitico-magică; filosofia și/sau din proza fantastică străină (autori ca Edgar Allan Poe, Theophile Gautier, Auguste Villiers de l'Isle-Adam, Adelbert von Chamisso, Friedrich de la Motte Fouqué, Prosper Mérimée).

## Legături externe
- https://fantastica.ro/ Literatura fantastică românească

## Vezi și
- Nuvelă fantastică